# هنري ألبيرز
هنري ألبيرز (بالهولندية: Henri Albers)‏ هو مغني ومغني أوبرا هولندي، ولد في 1 فبراير 1866 في أمستردام في هولندا، وتوفي في 12 سبتمبر 1926 في باريس في فرنسا.

## وصلات خارجية
- هنري ألبيرز على موقع ميوزك برينز (الإنجليزية)
- هنري ألبيرز على موقع ديسكوغز (الإنجليزية)